# Bolyeriidae
Bolyeriidae – rodzina węży należąca do infrarzędu Alethinophidia z rzędu łuskonośnych (Squamata).

## Rozmieszczenie geograficzne
Rodzina obejmuje gatunki występujące endemicznie na Round Island należącej do Mauritiusu. 

## Podział systematyczny
Do rodziny należą następujące rodzaje: 
- Bolyeria Gray, 1842 – jedynym przedstawicielem jest wymarły Bolyeria multocarinata (Boie, 1827)
- Casarea Gray, 1842 – jedynym przedstawicielem jest Casarea dussumieri (Schlegel, 1837)